# کومورچن
کومورچن (به لهستانی:  Komorczyn) یک روستا در لهستان است که در گمینا کوبلنگتسا واقع شده‌است.